# Maksim Susjinskij
Maksim Susjinskij, född 1 juli 1974 i Sankt Petersburg (Leningrad), Ryssland (Sovjet) är en rysk ishockeyspelare.
Maksim Susjinskij är en teknisk forward som nästan uteslutande spelat i den ryska ligan under sin karriär och debuterade där 1992.
Han gjorde en säsong i NHL 2000/2001 för Minnesota Wild men återvände hem redan i slutet av säsongen. Han har gjort sig känd som en duktig poänggörare och har vunnit den inhemska poängligan vid tre tillfällen 2002 , 2004 samt 2005.
Han har också representerat Ryssland vid ett flertal tillfällen och bland annat spelat sju VM-turneringar och han fanns även med i Rysslands lag under OS 2006 där han gjorde fem poäng på åtta matcher. Susjinskij var med och vann guld för Ryssland under VM 2008. Susjinskij spelar sedan 2006 för SKA Sankt Petersburg i KHL. Han har även tidigare representerat klubben i sin hemstad åren 1992–1996. Säsongen 2009/2010 slutade Susjiskij på andra plats i KHL:s poängliga (27 mål, 38 assists, 65 poäng).

## Klubbar
- SKA Sankt Petersburg 1992–1996 2006–
- Avangard Omsk 1996–2000 2001–2005
- Minnesota Wild 2000–2001
- HC Dynamo Moskva 2005–2006

## Meriter
- VM-guld 2008
- VM-silver 2002, 2010
- Rysk mästare 2004
- Poängkung i ryska ligan 2002, 2004, 2005
- Poängtvåa i KHL 2009/2010